# SN 2008ij
SN 2008ij – supernowa typu II odkryta 19 grudnia 2008 roku w galaktyce NGC 6643. W momencie odkrycia miała maksymalną jasność 15,90m.